# Curcuma euchroma
Curcuma euchroma är en enhjärtbladig växtart som beskrevs av Theodoric Valeton. Curcuma euchroma ingår i släktet Curcuma och familjen Zingiberaceae. Inga underarter finns listade i Catalogue of Life.